# 格林伍德鎮區 (堪薩斯州菲利普斯縣)
格林伍德鎮區（英語：Greenwood Township）為美國堪薩斯州菲利普斯縣轄下的鎮區。2010年美国人口普查中該鎮區人口有42人。

## 地理
格林伍德鎮區涵蓋總面積為92.09平方（35.56平方英里）。

## 人口統計
根據2010年美國人口普查，格林伍德鎮區人口有42人，住房25戶，人口密度為0.46人/每平方公里。此鎮區居民之種族中，白人佔88.1%，非裔美國人佔0%，美洲原住民佔0%，亞裔美國人佔11.9%，太平洋島裔美國人佔0%，其他種族佔0%，混血種族則佔0%。而西班牙裔或拉丁裔美國人佔此鎮區人口的0%。